# یویلین
یویلین (به لهستانی:  Jewilin) یک روستا در لهستان است که در گمینا ستاویسکی واقع شده‌است.